# Adalbert af Prag
Adalbert af Prag (latin: Sanctus Adalbertus, tjekkisk: svatý Vojtěch, slovakisk: svätý Vojtech, polsk: święty Wojciech, ungarsk: Szent Adalbert (Béla); ca. 956 - 23. april 997), kendt i Tjekkiet, Polen og Slovakiet under hans fødselsnavn Vojtěch (latin: Voitecus), var en tjekkisk missionær og kristen helgen. Han var biskop af Prag og missionær for ungarerne, polakkerne og preusserne, som led martyrdøden i sine bestræbelser på at omvende de baltiske preussere til kristendommen. Han siges at være komponisten af den ældste tjekkiske salme Hospodine, pomiluj ny og Bogurodzica, den ældste kendte polske salme, men hans forfatterskab af dem er ikke blevet bekræftet. Adalbert blev senere erklæret for skytshelgen for Tjekkiet, Polen, og Hertugdømmet Preussen. Han er også skytshelgen for Esztergoms ærkebispedømme i Ungarn.